# Petőfi Sándor Emlékház (Kiskunfélegyháza)
A Petőfi Sándor Emlékház irodalmi emlékhely és kiállítás Kiskunfélegyházán, a Petőfi utca 7. szám alatt, 2013 óta a Kiskun Múzeum egyik tagintézménye. A mai épület helyén állt egykor az a nádfedeles ház, amelyben Petőfi Sándor korai gyermekéveit töltötte. Ezt többek között az emlékház falán 1867-ben elhelyezett emléktábla tanúsítja.
A költőnek van még emlékháza Kiskőrösön (egykori szülőházában), Sárszentlőrincen és a romániai Torda parókiájának épületében is.

## Az épület története és Petőfi emlékezete
Egy 1824. október 14-én kelt szerződéssel a költő apja, Petrovics István bérbe vett két mészárszéket Kiskunfélegyházán, majd családjával Kiskőrösről odaköltözött. A vályogfalú, nádfedeles házat, melyben laktak, Török Ferenc (néhány évig a város főbírája) építtette az 1760-as években. Később a Bánhidy család birtokolta, és Bánhidy Gáspártól bérelte Petrovics István 1830 novemberéig, amikor családjával elköltözött Szabadszállásra. Időközben, 1828-ban kisfiát beíratta a kecskeméti evangélikus elemi iskola első osztályába. A ház 1834-ben a Boczonádi Szabó családé lett, akik a düledező épületet később lebontották és helyette az 1850-es évek elején új házat emeltek.

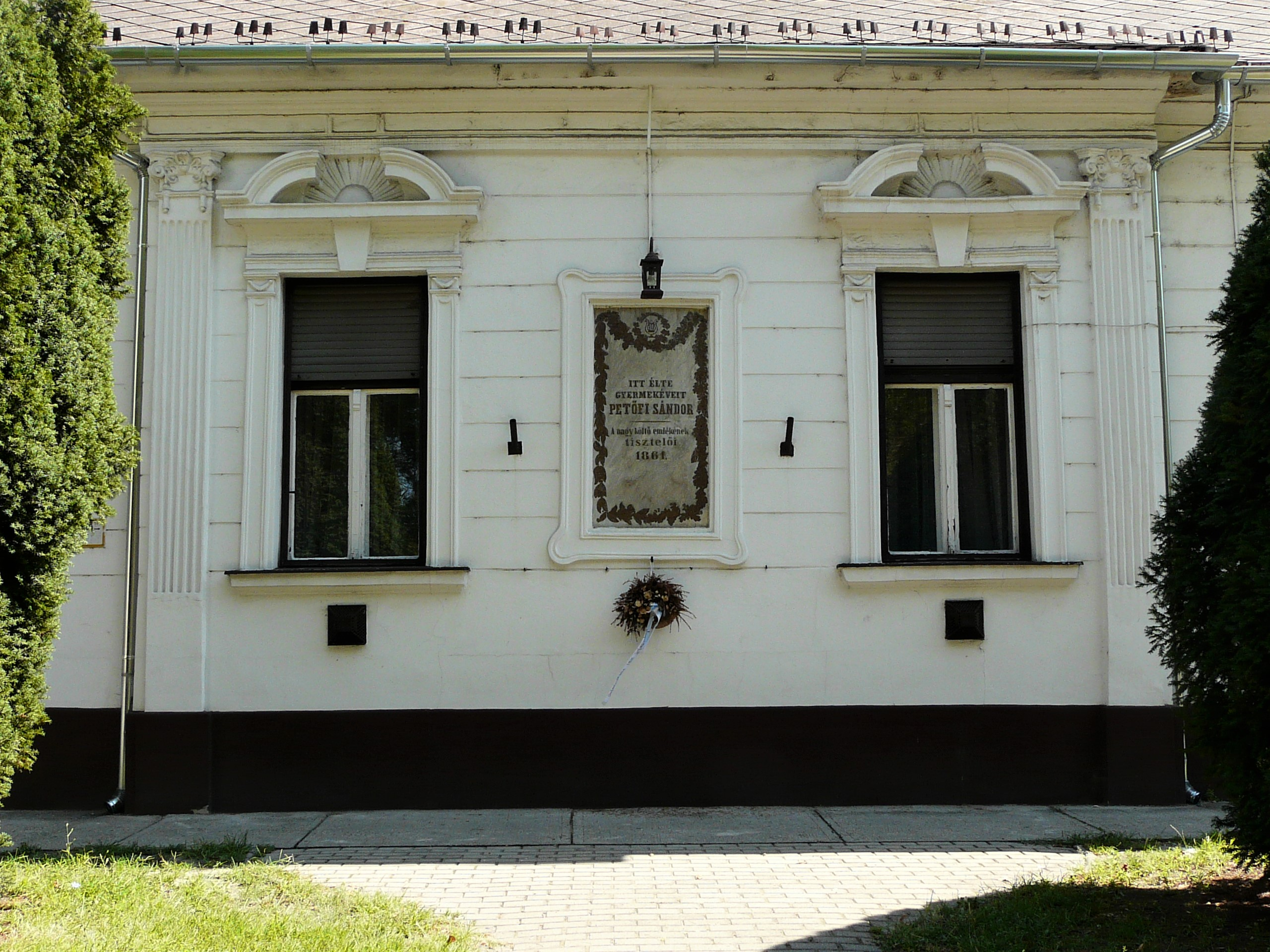
Homlokzat az 1867-ben felavatott emléktáblával (2018)

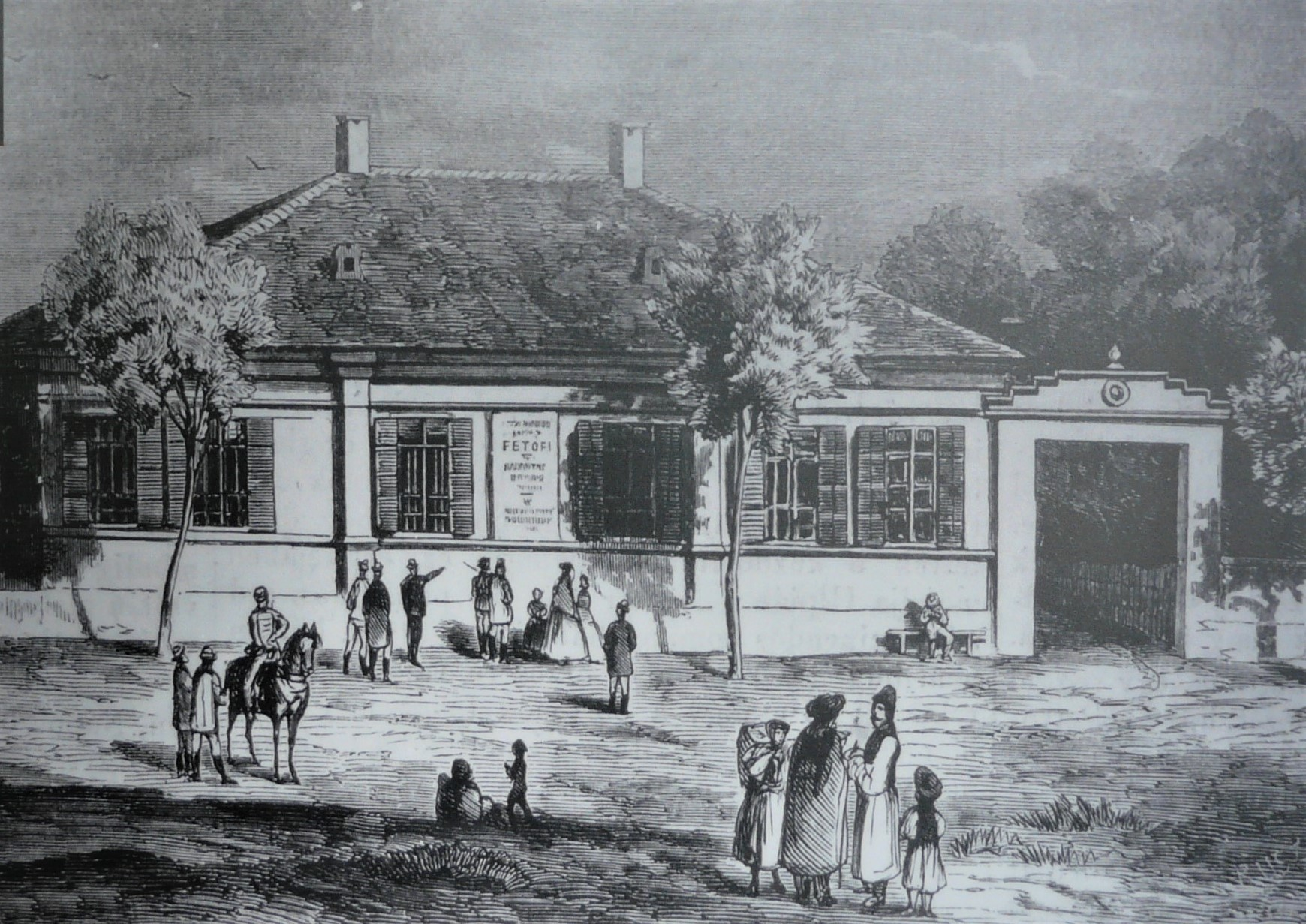
A Petőfi-ház képe 1867-ben (Vasárnapi Ujság, okt. 13.)

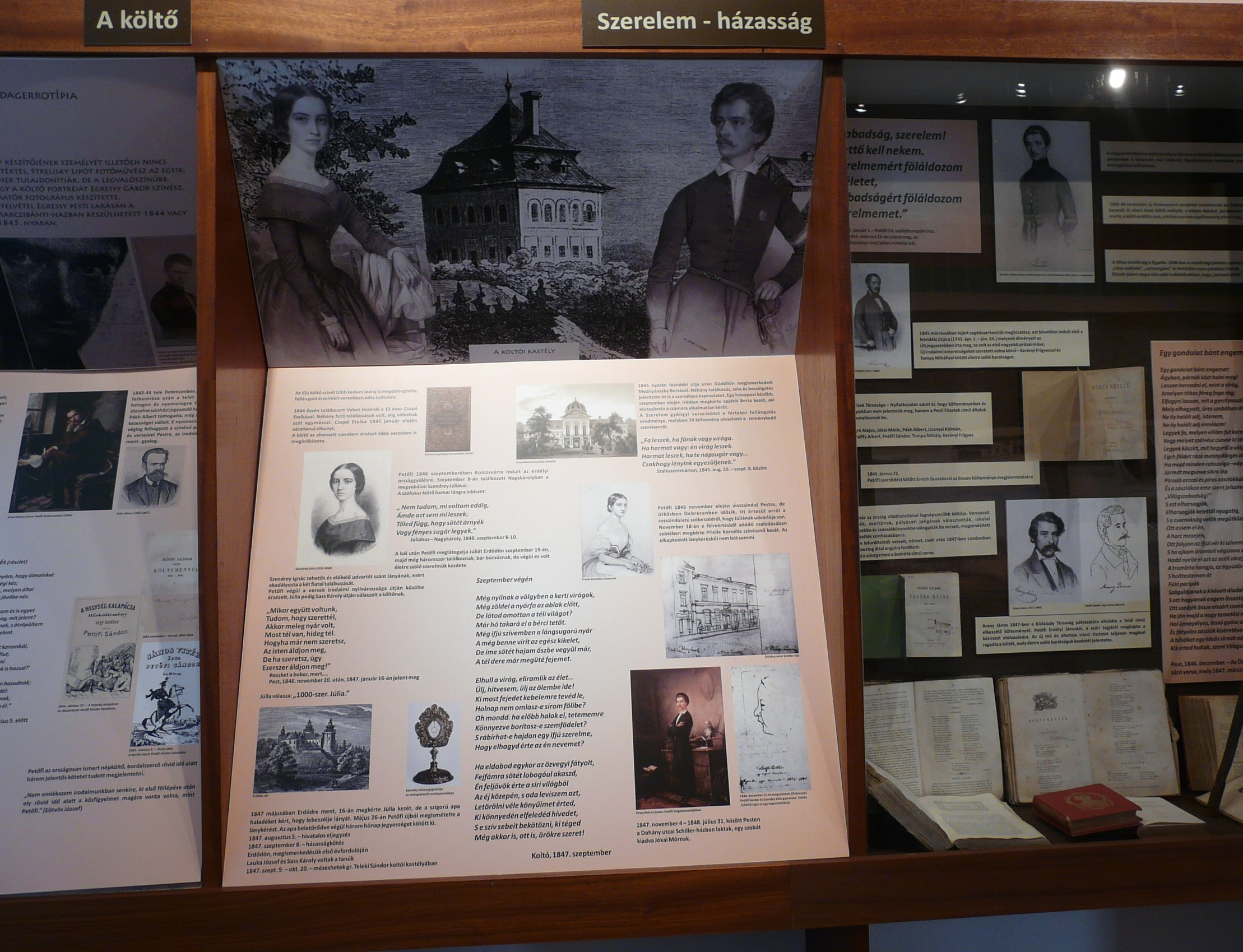
A kiállítás részlete

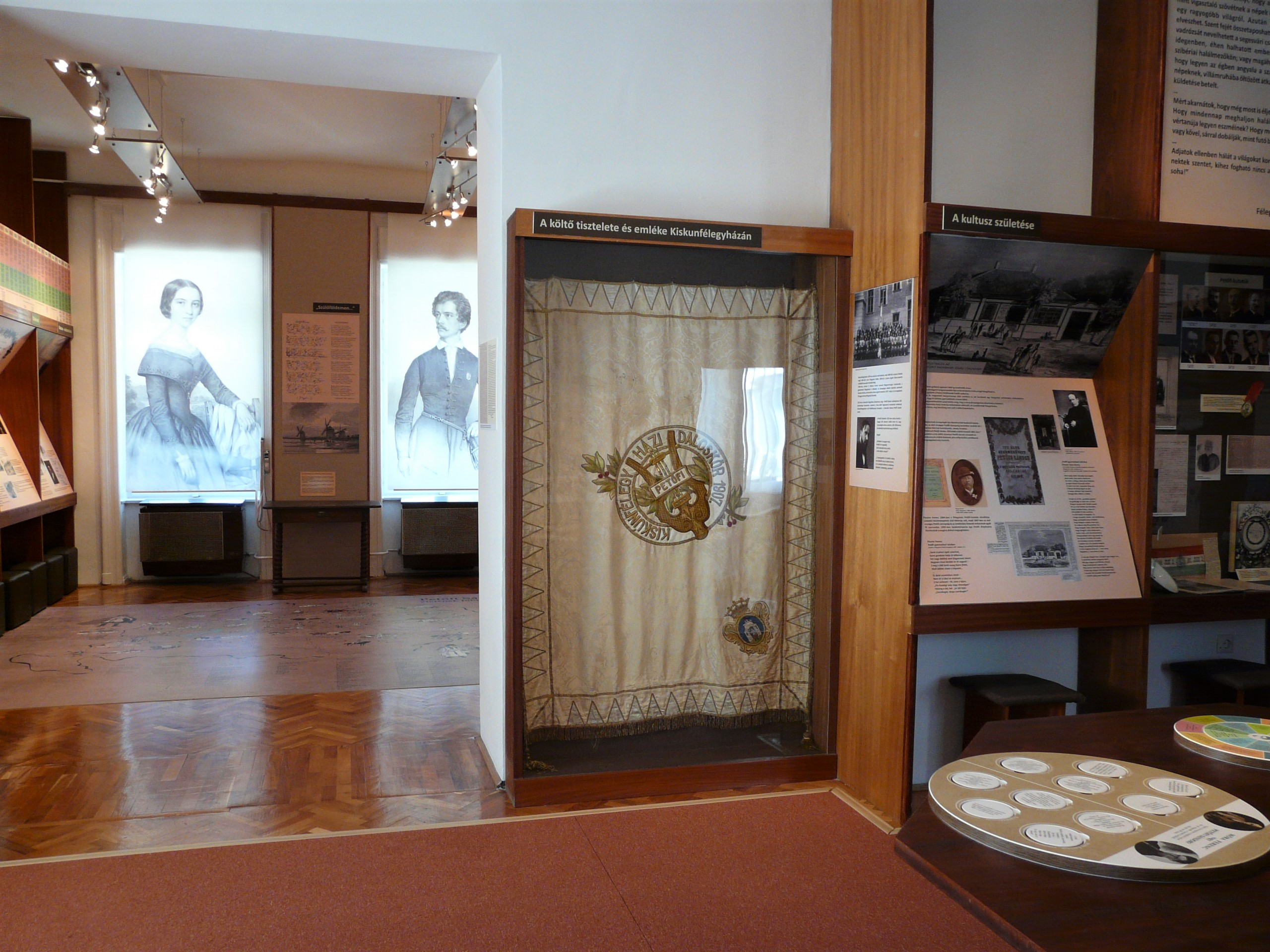
Kiállítási terem (Petőfi Sándor Emlékház, Kiskunfélegyháza)

A homlokzaton ma is látható márvány emléktáblát Reményi Ede hegedűművész javaslatára és anyagi hozzájárulásával készítették 1861-ben, de a politikai viszonyok miatt csak közvetlenül az 1867. évi kiegyezés után, október 13-án avatták fel. Az avatásról a Vasárnapi Ujság is hírt adott és közölte a házról készített rajzot. Az ünnepélyes eseményen jelen volt Perczel Mór tábornok és a költő öccse, Petőfi István is, valamint Szász Károly költő, aki felolvasta erre az alkalomra írt versét. (Idézet:)
Mert míg e róna, melyet úgy imádott,
Nyílt arculattal az egekre néz
És hő kebelén ringat délibábot:
Az ő emléke itt el nem enyész.
Reng kalász, kövér fű, évről évre
Zöld koszorúba fonja itt e helyt,
S halk suttogással áldást mond nevére
A Kis-Kunság, mit úgy megénekelt.
1910-ben a házat felújították és a korábbi zsindely helyett cseréptetővel fedték. Az 1950-es években államosították, helyiségeit bérlakásokká alakították. A rendszerváltás után, a bérlakások fokozatos felszabadításával vált lehetővé, hogy az épületet emlékhellyé alakítsák. Első lépésként 1993-ban Petőfi-emlékszobát nyitottak.

## Az emlékház
Az 1993-ban megnyílt Petőfi-kiállítást több mint 20 év múltán felújították és kibővített tartalommal, Petőfi Sándor emléke és kultusza Kiskunfélegyházán címmel 2017 augusztusában nyitották meg újra. A kiállítás tárlókban elhelyezett korabeli rajzok, dokumentumok, családi iratok segítségével rövid áttekintést ad Petőfi életútjáról, bemutatja Kiskunfélegyháza múltját, a helyi Petőfi-kultusz kialakulását és benne az emlékház történetét.
Az emlékház nem csak a Petőfi-emlékeket mutatja be. Egy másik kiállítása, a 2014-ben megnyitott Kutatók terme a kiskunfélegyházi Petőfi-kutatóknak állít emléket. Külön termet kapott Fekete János tudós helytörténésznek, a város díszpolgárának dolgozószobája, könyvtára és néhány kiemelkedő jelentőségű munkája.
2015-ben az épület felújított szárnyában újabb kiállítótermet nyitottak. A Művész-Térben 
a városhoz kötődő művészek, Dulity Tibor, Morell Mihály, Szántó Piroska, valamint Faragó József fafaragó alkotásai láthatók.